# The Ace of Hearts
The Ace of Hearts és una pel·lícula muda de la Goldwyn Pictures dirigida per Wallace Worsley i protagonitzada per Leatrice Joy, Lon Chaney i John Bowers. Basada en el pulp “The Purple Mask” de Gouverneur Morris, la pel·lícula es va estrenar l’octubre de 1921.

## Argument
Nou persones conformen una societat secreta que té com a missió ajusticiar aquelles persones que consideren malfactors amb una bomba. Per decidir qui d’ells la farà explotar es reparteixen cartes i la persona que rep l’as de cors és la designada. Dos dels membres de la societat, Forrest i Farallone estan enamorats de l'única dona del grup, Lilith. Forrest declara obertament el seu amor, però és rebutjat per Lilith, que es dedica completament a la "Causa". Es reuneixen per decidir el destí d'un home de negocis ric que han mantingut sota vigilància conegut com "L'home que ha viscut massa temps" i decideixen enviar-li una bomba casolana oculta en una caixa de cigars. Segons el costum, Lilith reparteix una carta a cadascun dels membres de la societat. Forrest rep l'as i Lilith s'ofereix a casar-se amb ell aquell mateix dia si això li dona coratge. Forrest accepta per a angoixa de Farallone. Després que la parella es casi, l'afligit Farallone passa la nit sota la pluja fora del seu apartament.
L'endemà al matí, Lilith ha estat transformada pel seu amor i suplica Forrest que no es converteixi en un assassí. Inicialment decideix tirar endavant i va al cafè on el seu objectiu sopa habitualment i on Forrest treballa com a cambrer. Lilith, consternada, suplica a Farallone que aturi Forrest. Farallone accepta ajudar la parella a escapar del càstig de la societat si Forrest falla en la seva tasca. A canvi, Lilith li promet que es casarà amb ell si Forrest és assassinat. Mentrestant, Forrest decideix avortar la seva missió després de descobrir que la seva bomba també mataria una jove parella asseguda al costat de la taula de l'home ric. Quan torna al consell secret, el líder del grup, Morgridge, fa fora la parella que esperaran l'execució. Farallone demana als altres que ho reconsiderin, però no canvien d’opinió. Quan es reparteixen les cartes, Farallone rep l'as de cor. Rient, porta a terme la seva part del tracte amb Lilith fent explotar la bomba i matant a tots els presents.

## Repartiment
- Leatrice Joy (Lilith)
- John Bowers (Forrest)
- Lon Chaney (Farallone)
- Hardee Kirkland (Morgridge)
- Edwin N. Wallack (químic)
- Raymond Hatton (L’Amenaça)
- Roy Laidlaw (porter)
- Cullen Landis (jove en el restaurant)